# MacOS Mojave
macOS Mojave (wersja 10.14) – piętnaste główne wydanie systemu operacyjnego z rodziny macOS (wcześniej OS X) firmy Apple dla komputerów typu Macintosh. Jest następcą systemu macOS High Sierra.
Pierwsza beta macOS Mojave została udostępniona po konferencji Worldwide Developers Conference (w skrócie WWDC), która miała miejsce 4 czerwca 2018 roku. Pierwsza publiczna beta została wydana 25 czerwca tegoż roku, a 24 września 2018 r. wyszła pierwsza stabilna wersja systemu.
W systemie macOS Mojave został udostępniony nowy tryb ciemny, przystosowany do obsługi wszelkich programów. W wydaniu wprowadzono także kilka aplikacji znanych z systemu iOS, przebudowany sklep App Store oraz szereg pomniejszych zmian w interfejsie systemu, m.in. nowe miejsce na ostatnio używane aplikacje, czy też widok galerii w przeglądarce plików. Nowością są także opcje pozwalające kontrolować prywatność danych.
Jest to ostatnie wydanie systemu macOS, które zawiera obsługę aplikacji 32-bitowych.

## Wymagania techniczne
System macOS Mojave wymaga co najmniej 2 GB RAM. Może zostać zainstalowany na następujących urządzeniach:
- iMac (2012 r. lub nowszy)
- MacBook (2015 r. lub nowszy)
- MacBook Pro (2012 r. lub nowszy)
- MacBook Air (2012 r. lub nowszy)
- Mac Mini (2012 r. lub nowszy)
- Mac Pro (2013 r., starsze z kartą graficzną obsługującą Metal)[6][9]
- iMac Pro (2017 r.)[9]

System macOS Mojave można zainstalować na większości komputerów, na których funkcjonuje wydanie High Sierra.